# József Zilisy
József Zilisy (Budapest, 21 febbraio 1899 – Acqui Terme, 2 marzo 1982) è stato un calciatore ungherese naturalizzato italiano di ruolo attaccante.
Con l'ottenimento della cittadinanza italiana (sotto il regime fascista), il suo nome è stato italianizzato in Giuseppe Zilizzi.

## Carriera
Cresciuto in patria nel Ferencváros, andò a giocare prima in Germania nel Kattowitz, poi in Austria con la squadra dell' Austria Vienna e successivamente, nel 1929 in Italia con il Milan. Alla fine della carriera di giocatore, e con l'inizio dei quella da allenatore, ha ottenuto la cittadinanza Italiana e con il fascismo il suo nome è stato italianizzato in Giuseppe Zilizzi.
Terminerà la carriera di allenatore in Francia con l'Olympique Marseille con cui aveva vinto un campionato nel 1948.

## Palmarès

### Allenatore

#### Competizioni nazionali
- Campionato francese: 1

Olympique Marsiglia: 1947-1948